# 닉슨 (영화)
《닉슨》(영어: Nixon)은 미국에서 제작된 올리버 스톤 감독의 1995년 서사 시대극 전기 드라마 영화이다. 앤서니 홉킨스 등이 출연하였고, 클레이턴 타운젠드 등이 제작에 참여하였다.
이 영화는 미국의 37대 대통령 리처드 닉슨의 정치적이고 개인적인 삶의 이야기를 서술한다. 미국 대통령을 중심 소재로 삼은 스톤 감독의 연출작 세 편 중 두 번째 영화이며, 다른 두 편은 존 F. 케네디 암살 사건에 관한 《JFK》(1991), 조지 W. 부시를 다룬 《더블유》(2008)이다.

## 출연진
대통령 일가
- 앤서니 홉킨스 - 리처드 닉슨 역
- 조앤 앨런
- 애너베스 기시
- 말리 셸턴

백악관 참모·각료
- 제임스 우즈
- J. T. 월시
- 폴 소비노
- 파워스 부스
- E. G. 마셜
- 데이비드 페이머
- 데이비드 하이드 피어스
- 케빈 던
- 솔 루비넥
- 파이비시 핑컬
- 토니 플라나
- 제임스 캐런

닉슨가
- 메리 스틴버전
- 토니 골드윈
- 톰 바워
- 숀 스톤
- 코리 캐리어

백악관 배관공
- 에드 해리스
- 존 딜
- 로버트 벨트런

그 외
- 밥 호스킨스

## 기타 제작진
- 공동 제작: 에릭 햄버그, 댄 홀스테드
- 협력 제작: 리처드 러타우스키
- 배역: 빌리 홉킨스, 하이디 레빗, 메리 버뉴
- 미술: 빅터 켐프스터
- 의상: 리처드 호넝
- 자문: 로버트 시어, 크리스토퍼 와일스 시어